# Juan Gelman
Juan Gelman (ur. 3 maja 1930 w Buenos Aires, zm. 14 stycznia 2014 w Meksyku) – argentyński poeta, laureat Nagrody Cervantesa (2007).

## Życiorys
Debiutował jako poeta tomem Violin y otras cuetiones w 1956, był członkiem grupy poetyckiej „El pan duro”. Od wczesnej młodości angażował się w działalność polityczną, opozycyjną wobec ówczesnych władz państwowych. Na przełomie lat 60. i 70. pracował jako dziennikarz, m.in. w pismach „Panorama” i „Crisis”, uczestniczył w akcjach ruchu Montoneros (od czego zdystansował się w latach 80., sprzeciwiając się eskalacji działań zbrojnych). W 1975 wyemigrował do Włoch, od 1988 mieszkał w Meksyku. W latach 90. i pierwszej dekadzie XXI wieku wielokrotnie nagradzany za swoją twórczość.
Jego syn i synowa zginęli w latach 70. jako ofiary argentyńskiej junty wojskowej, wnuczkę, oddaną wówczas do adopcji, odnalazł w 2000.
W 2013 jego Wiersze wybrane ukazały się w tłumaczeniu na język polski.